# Paoli (Indiana)
Paoli város az USA Indiana államában, Orange megyében, melynek megyeszékhelye is. Lakosainak száma 3666 fő (2020. április 1.).

## Népesség
A település népességének változása:
| Lakosok száma | 461  | 3677 | 3666 |
|               | 1850 | 2010 | 2020 |